# أغنيس ريكو
أغنيس ريكو (بالإيطالية: Agnese Ricco)‏ هي لاعبة كرة قدم إيطالية، ولدت في 20 أبريل 1986 في إربة ‏ في إيطاليا. لعبت مع ASD FC Sassari Torres Femminile ‏.

## وصلات خارجية
- أغنيس ريكو على موقع الاتحاد الدولي (مؤرشف)  (الإنجليزية)
- أغنيس ريكو على موقع Soccerway.com (الإنجليزية)